# Аугустус Карґбо
Аугустус Карґбо (англ. Augustus Kargbo, нар. 24 серпня 1999, Фрітаун) — сьєрралеонський футболіст, нападник італійського клубу «Чезена».
Виступав, зокрема, за клуби «Кампобассо» та «Кротоне», а також національну збірну Сьєрра-Леоне.

## Клубна кар'єра
У дорослому футболі дебютував 2017 року виступами за команду «Кампобассо», в якій провів один сезон, взявши участь у 20 матчах чемпіонату. 
Протягом 2018 року захищав кольори клубу «Кротоне».
Своєю грою за останню команду привернув увагу представників тренерського штабу клубу «Роччелла», до складу якого приєднався на умовах оренди 2018 року. Відіграв нього наступний сезон своєї ігрової кар'єри.
Протягом 2019 року знову захищав кольори клубу «Кротоне».
У 2019 році орендований клубом «Реджяна», у складі якого провів наступний рік своєї кар'єри гравця. Більшість часу, проведеного у складі «Реджяни», був основним гравцем атакувальної ланки команди. У складі «Реджяни» був одним з головних бомбардирів команди, маючи середню результативність на рівні 0,38 гола за гру першості.
Протягом 2020 року знову захищав кольори клубу «Кротоне».
З 2020 року знову, цього разу один сезон захищав кольори клубу «Реджяна» як орендований гравець. 
З 2021 року знову, цього разу два сезони захищав кольори клубу «Кротоне». Граючи у складі «Кротоне» також здебільшого виходив на поле в основному складі команди.
До складу клубу «Чезена» приєднався 2023 року. Станом на 19 травня 2024 року відіграв за чезенську команду 31 матч в національному чемпіонаті.

## Виступи за збірну
У 2021 році дебютував в офіційних матчах у складі національної збірної Сьєрра-Леоне.
| Дата       | Місто        | Господарі           | Результат | Гості               | Турнір                                  | Голи | Примітки |
| ---------- | ------------ | ------------------- | --------- | ------------------- | --------------------------------------- | ---- | -------- |
| 6-10-2021  | Ель-Джадіда  | Сьєрра-Леоне        | 1 – 1     | Південний Судан     | товариський матч                        | -    |          |
| 9-10-2021  | Ель-Джадіда  | Гамбія              | 1 – 2     | Сьєрра-Леоне        | товариський матч                        | -    | 73'      |
| 24-3-2022  | Анталія      | Того                | 3 – 0     | Сьєрра-Леоне        | товариський матч                        | -    | 71'      |
| 27-3-2022  | Анталія      | Ліберія             | 0 – 1     | Сьєрра-Леоне        | товариський матч                        | -    | 63'      |
| 29-3-2022  | Анталія      | Республіка Конго    | 1 – 2     | Сьєрра-Леоне        | товариський матч                        | -    | 90+4'    |
| 9-6-2022   | Абуджа       | Нігерія             | 2 – 1     | Сьєрра-Леоне        | Відбір до Кубка африканських націй 2023 | -    | 69'      |
| 13-6-2022  | Ель-Джадіда  | Сьєрра-Леоне        | 2 – 2     | Гвінея-Бісау        | Відбір до Кубка африканських націй 2023 | 1    | 72'      |
| 24-9-2022  | Йоганнесбург | ПАР                 | 4 – 0     | Сьєрра-Леоне        | товариський матч                        | -    | 65'      |
| 27-9-2022  | Касабланка   | ДР Конго            | 3 – 0     | Сьєрра-Леоне        | товариський матч                        | -    | 77'      |
| 22-3-2023  | Агадір       | Сьєрра-Леоне        | 2 – 2     | Сан-Томе і Принсіпі | Відбір до Кубка африканських націй 2023 | -    | 89'      |
| 26-3-2023  | Агадір       | Сан-Томе і Принсіпі | 0 – 2     | Сьєрра-Леоне        | Відбір до Кубка африканських націй 2023 | -    | 59'      |
| 18-6-2023  | Монровія     | Сьєрра-Леоне        | 2 – 3     | Нігерія             | Відбір до Кубка африканських націй 2023 | 1    |          |
| 11-9-2023  | Бісау        | Гвінея-Бісау        | 2 – 1     | Сьєрра-Леоне        | Відбір до Кубка африканських націй 2023 | -    |          |
| 15-11-2023 | Ель-Джадіда  | Ефіопія             | 0 – 0     | Сьєрра-Леоне        | Відбір до ЧС 2026                       | -    | 35' 60'  |
| 19-11-2023 | Монровія     | Сьєрра-Леоне        | 0 – 2     | Єгипет              | Відбір до ЧС 2026                       | -    | 68'      |
| 5-6-2024   | Ель-Джадіда  | Сьєрра-Леоне        | 2 – 1     | Джибуті             | Відбір до ЧС 2026                       | 1    | 79'      |
| 10-6-2024  | Бамако       | Буркіна-Фасо        | 2 – 2     | Сьєрра-Леоне        | Відбір до ЧС 2026                       | 1    | 78'      |
| Усього     |              | Матчів              | 17        |                     | Голів                                   | 4    |          |